# Robert Southey
Robert Southey (12. august 1774 i Bristol – 21. marts 1843 i Greta ved Keswick) var en engelsk digter og historieskriver.
Han var Søn af en fattig Lærredshandler, men kom ved Slægtninges Hjælp til at gaa i Skolen i Westminster. Efter nogle Aars Forløb maatte han
imidlertid forlade Skolen, da han i et skoleblad havde skrevet en Artikel mod Prygleriet i de engelske skoler. Han kom derpå til Oxford, hvor han skulde studere teologi; men han var ilde set af Univ.’s Styrelse, da han nærede frie Anskuelser og endogsaa udtalte sig begejstret om den franske revolution. Efter at have gjort bekendtskab med Coleridge forlod han
Univ., og de opholdt sig nogen Tid i Bristol,
hvor han skrev republikansk begejstrede
Arbejder som Tragedierne Wat Tyler og The Fall
of Robespierre, den sidste sammen med
Coleridge. Fra denne Tid er ogsaa det store episke
Digt Joan of Arc (1795), ungdommelig,
frihedsbegejstret, og en Række Digte, som han senere
delvis tilintetgjorde. Sammen med Coleridge og
fl. Ligesindede fattede han den Plan at
udvandre til Amerika for der at grunde et absolut
frit Samfund, og for at de ikke skulde mangle
kvindelig Hjælp, giftede de sig med to Søstre
Fricker, medens en anden Deltager i deres
Planer, den unge Kvæker Robert Loveli,
ægtede den tredje Søster. Planen blev dog ikke
udført, og 1795 rejste S. med en Onkel til
Lissabon, hvor han opholdt sig et halvt Aar, og
lagde Grunden til sit indgaaende Kendskab til
sp. og port. Litteratur. Efter sin Hjemkomst
studerede han en Tid ved Gray’s Inn, men
kastede sig derpaa over Litteraturen og blev en
meget produktiv og alsidig Forfatter. Efter et
nyt Ophold i Portugal bosatte han sig paa et
Landsted ved Greta, og her i de naturskønne
Omgivelser levede han et stille og roligt
Familieliv; men der blev trukket store Veksler
paa hans Arbejdskraft: ikke alene levede
Lovell’s Enke med sine Børn hos ham, men en
Tid lang maatte han ogsaa underholde
Coleridge’s Hustru og Børn. Sin Ungdoms
Radikalisme opgav han efterhaanden og faldt ind
i den alm. Tankegang i Datidens England, blev
politisk konservativ og en Fjende af alt Fransk.
Derimod bevarede han Livet igennem en
levende Interesse for de sociale Spørgsmaal og en
varm Sympati for de lavere Klasser og for,
hvad der kunde forbedre deres Kaar. Han nød
da ogsaa Anerkendelse fra Statens Side, fik
Pension og blev 1813 poet laureate. Hans sidste Aar
var sørgelige; hans Hustru døde som sindssyg,
og hans egne Aandsevner svækkedes
efterhaanden. Som allerede sagt var S. en meget
produktiv Forfatter; foruden en stor Mængde
Tidsskriftartikler har han skrevet over 100 Bd. Her
nævnes kun de vigtigste Værker: Af hans
Digterværker kan nævnes: Thalaba, the Destroyer
(1801), Metrical Tales (1804), Madoc (1805), The
Curse of Kehama (1810), Roderick, the Last of
the Goths (1814). Som Hofpoet skrev han efter
Georg III’s Død Digtet The Vision of
Judgment, i Fortalen til hvilket han fordømte
Byron’s »Don Juan« og brugte Udtrykket »den
sataniske Skole« om hans Retning, hvorved han
fremkaldte Byron’s voldsomme Angreb i Digtet
af samme Navn. Som Digter var S. ikke
betydelig og har nu kun litteraturhistorisk
Interesse. Anderledes stiller det sig med hans
Prosa, der altid vil sikre ham en ret høj Stilling
i eng. Litteratur; det gælder især hans Life of
Nelson (1813) og Life of Wesley (1820) samt
hans Breve. En samlet Udg. af hans Poetical
Works (10 Bd) udkom 1837—38. Et udmærket
Udvalg, udg. af Edv. Dowden, udkom 1895 i
Golden Treasury Series. Hans Breve er udg. af
hans Søn Ch. C. S.: The Life and
Correspondence of R. S. (6 Bd, 1848—50).
- Wikimedia Commons har flere filer relateret til Robert Southey